# 赵凤昌

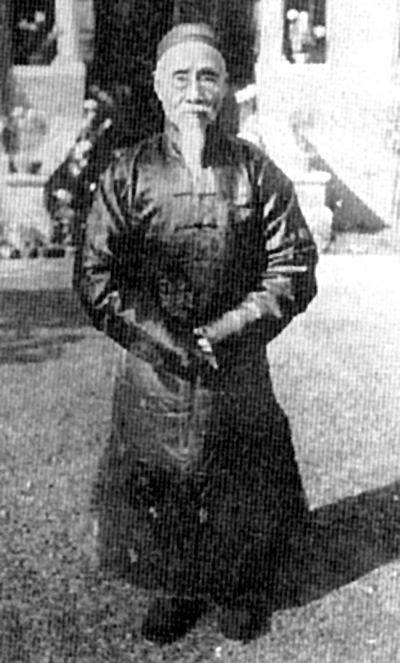
赵凤昌

赵凤昌（1856年—1938年），譜名坦，字榮慶，號竹君，晚号惜阴老人，江苏武进人，清末民初政要，對於东南自保、南北議和都有很大的貢獻。因設計民國五色旗，又有「民國産婆」之稱。 编有《赵凤昌藏札》计109册36函，内收重要函电、文稿2729通(件)，藏於国家图书馆善本部。

## 生平

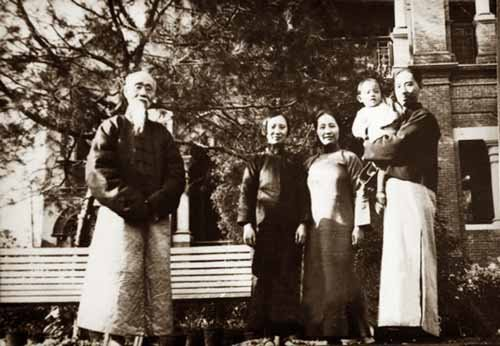
赵凤昌（左一）、杨杏佛（右一）和家人在上海惜阴堂合影

趙鳳昌來自武進青山門趙氏家族，為西蓋趙氏分支。該支始遷祖趙天石於明末遷居於武進北部城門青山門一帶。趙鳳昌高祖趙鑑（字升朝，1732-1804）曾與張谷西等人於乾隆年間創辦青山書院。曾祖趙涵、祖父趙楷，父趙煥（字光耀，又字沛霖，號麗堂，1823-1890）為太學生，候選布政使司理問。母為正紅旗漢軍都統高保承族孫高鵬飛四女。趙煥有五子：趙城（又名趙完）、趙墀（又名趙鳳章）、趙垓（原名趙鳳書）、趙坦及趙增（又名趙鳳韶）。第四子趙坦即趙鳳昌。
趙鳳昌為國子監生，廣東候補知縣。在张之洞任两广总督时，任总督轅門文案，后随张到湖广总督任上。因張之洞被參奏，作為替罪羊，张之洞將他辭退，改任武昌电报局驻沪代表。
1900年庚子拳亂、八國聯軍，張謇、趙鳳昌等人分別勸告兩江總督劉坤一、湖廣總督張之洞、兩廣總督李鴻章，倡議抗命，参与谋划“东南自保”，可以說是東南自保的重要推手。
1911年辛亥革命前后居上海，當時北洋軍首領袁世凱與革命黨人打算和談、強迫宣統退位，赵凤昌也協助促成了南北議和，其居所上海南阳路十号“惜阴堂”成为南北双方非正式的议事之所，赵凤昌也参与机密，出谋划策。
赵凤昌共有一子二女，其中女赵志仁为原配夫人洪亮吉玄孫女、貴州仁懷縣知縣洪用懃之女洪元所生，女赵志道（后嫁给杨杏佛）、子赵尊岳为继配夫人周漢臣次女周南所生。此外，趙是洪述祖的姐夫。

### 引用
1. ↑  . 南京日報.   [2016-12-30]. （原始内容存档于2020-06-17）.
2. ↑  赵德明. . 常州家譜（微信公衆號）. 2020-02-07.
3. ↑  . 江蘇省情網. 2018-05-23.
4. ↑  叶舟&朱炳国. . 2023-12-08.
5. ↑  李志銘. . 上海古籍出版社. 2019年.
6. ↑  . 凤凰读书.   [2010-12-18]. （原始内容存档于2020-04-20）.